# Ohio Players
Gli Ohio Players erano un gruppo funk e R&B statunitense che raggiunse il suo apice di popolarità dalla metà alla fine degli anni settanta, dopo aver firmato per la Mercury Records.
Il gruppo si è formato a Dayton, nel 1959, con il nome "Ohio Untouchables", e inizialmente comprendeva Robert Ward (voce e chitarra), Marshall Jones (basso), Clarence Satchell (sassofono e chitarra), Cornelius Johnson (batteria) e Ralph Middlebrooks (tromba e trombone).
Nel 1975 il singolo Fire arriva primo nella Billboard Hot 100 ed ottavo nei Paesi Bassi.
Nel 1976 Love Rollercoaster arriva primo nella Billboard Hot 100.

## Discografia

### Studio
- 1968 - Observation in Time
- 1972 - Pain
- 1972 - Pleasure
- 1973 - Ecstasy
- 1974 - Skin Tight
- 1974 - Fire
- 1975 - Honey
- 1976 - Contradiction
- 1977 - Angel
- 1977 - Mr. Mean
- 1978 - Jass-Ay-Lay-Dee
- 1979 - Everybody Up
- 1981 - Tenderness
- 1982 - Ouch!
- 1984 - Graduation
- 1988 - Back

### Live
- 1996 - Ol' School
- 1996 - Jam